# Fazendo Media
Fazendo Media é um veículo de mídia independente produzido majoritariamente por estudantes de jornalismo da Universidade Federal Fluminense, situada em Niterói, estado do Rio de Janeiro. Atualmente, engloba um jornal impresso, uma página na Internet e um programa de TV. O veículo produz um tipo de metajornalismo.
De acordo com seu diretor, a proposta do veículo é alertar os verdadeiros interesses por trás de outras publicações midiáticas, analisando criticamente os meios de comunicação de massa e produzir material jornalístico independente.

## História
O Fazendo Media foi criado em abril de 2003, como um programa de TV. Dois meses depois, conseguiu apoio de um sindicato para rodar o jornal. A partir daí o projeto só vem crescendo. No início de 2004, entrou no ar o site Fazendo Media. Em março de 2006, um grupo de estudantes de Porto Alegre, Rio Grande do Sul, se agregou ao projeto. Posteriormente, a média de visitas únicas diárias do site esteve na faixa de 10.000 visitas únicas por mês, além de quase 40.000 page views, número que vinha crescendo cerca de 30% ao mês.